# 韦克桑地区肖蒙
韦克桑地区肖蒙（法語：Chaumont-en-Vexin，法語發音：[ʃomɔ̃ ɑ̃ vɛksɛ̃]），或纯音译作肖蒙昂韦克桑，是法国瓦兹省的一个市镇，位于该省西南部，属于博韦区。

## 地理
韦克桑地区肖蒙（49°16'3"N, 1°53'20"E）面积18.54 平方千米，位于法国上法蘭西大區瓦兹省，该省份为法国北部内陆省份，北起索姆省，西接厄尔省和滨海塞纳省，南至塞纳-马恩省和瓦兹河谷省，东临埃纳省。
与韦克桑地区肖蒙接壤的市镇（或旧市镇、城区）包括：德兰库尔、雅梅里库尔、利扬库尔圣皮埃尔、洛孔维尔、雷伊、蒂比维莱尔、特里城、韦克桑地区拉科尔讷、特里堡。

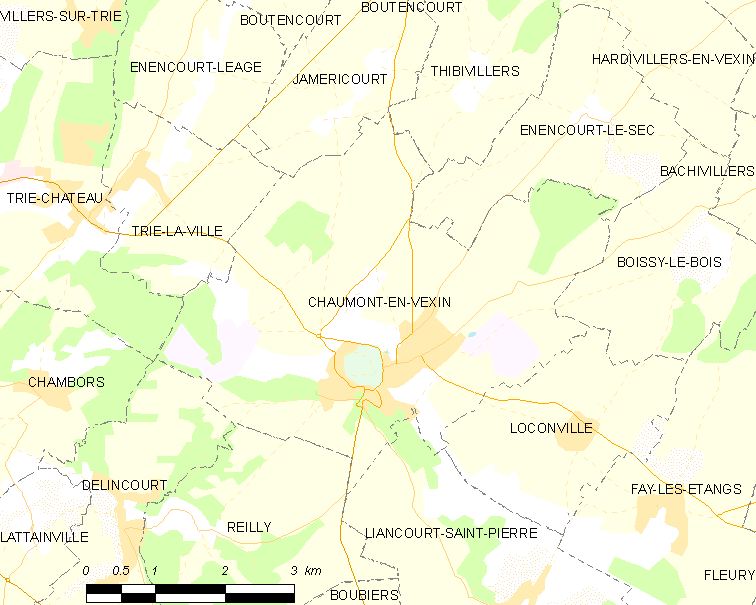
韦克桑地区肖蒙的OSM定位图

韦克桑地区肖蒙的时区为UTC+01:00、UTC+02:00（夏令时）。

## 行政
韦克桑地区肖蒙的邮政编码为60240，INSEE市镇编码为60143。

## 政治
韦克桑地区肖蒙所属的省级选区为韦克桑地区肖蒙县。

## 人口

1962-2008年间韦克桑地区肖蒙人口变化图示

韦克桑地区肖蒙于2022年1月1日时的人口数量为3359人。